# 跳島戰術

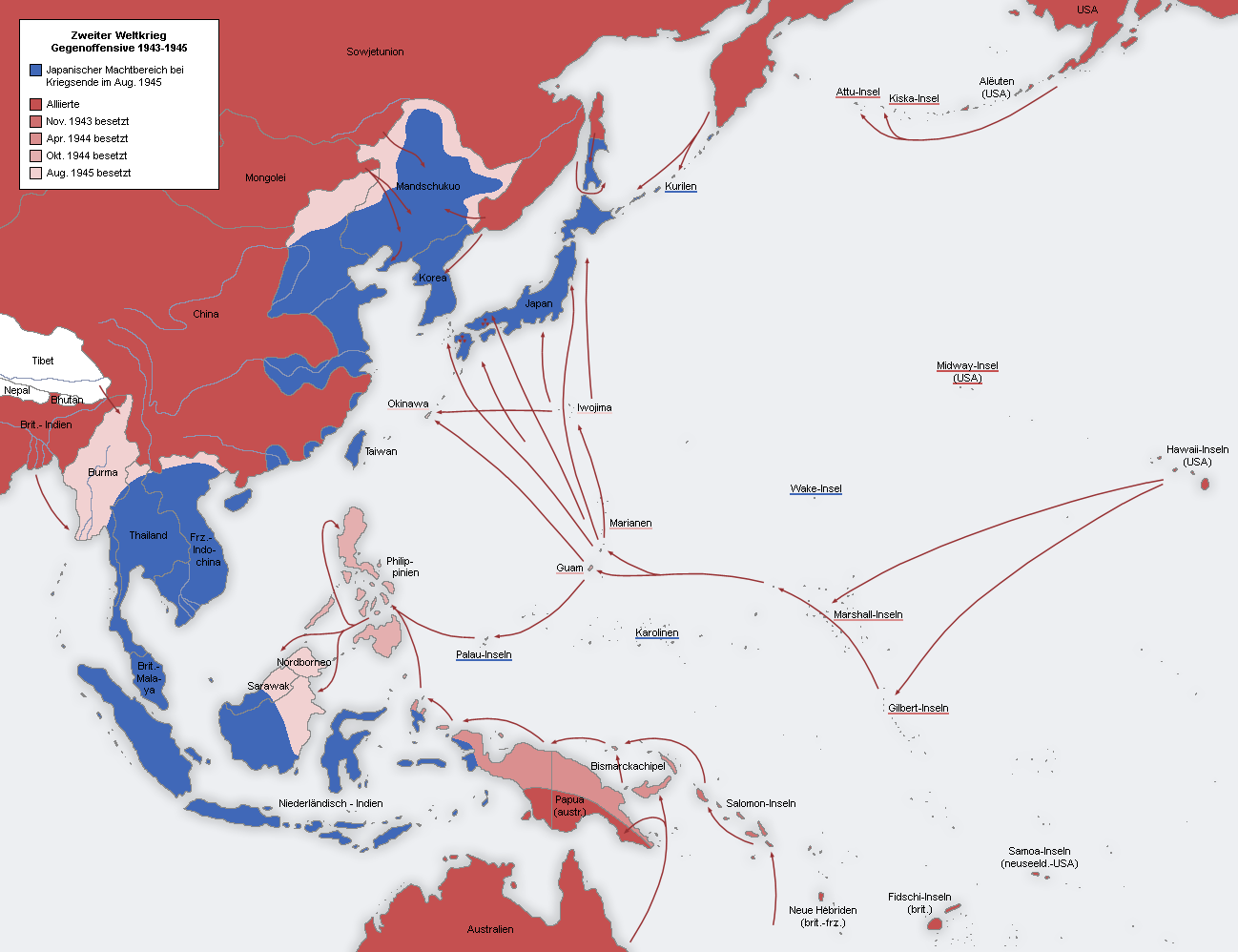
同盟國跳島戰術 1943～1945：
藍色：1945年8月日軍領土及日本本土
深紅色：同盟國領土
紅色：1943年11月收復
深粉紅：1944年收復
粉紅色：1944年10月收復
淺粉紅：1945年8月收復

跳島战术（英語：Island hopping），或稱跳島戰略、跳島作戰、蛙跳战术（英語：Leapfrogging），是太平洋戰爭後期以美軍為主的同盟國軍隊為加速進逼日本本土、結束戰爭並減少損失，而策略性跳過亞太地區某些日軍佔領島嶼的战术。

## 背景
19世紀末，美國開始注意到西太平洋上的利益。1898美西戰爭後，美國取得菲律賓以及關島。日本在甲午戰爭、日俄戰爭勝利之後，便被美國視為西太平洋利益的潛在威脅。日本反對夏威夷併入美國，以及日本認為美國歧視夏威夷的日本移民，派遣巡洋艦浪速號前往檀香山以及加州，這加劇了美日衝突。因此，美國海軍開始制定對日作戰計畫，1897年制定代號為“ 橘色戰爭計畫”的對日作戰計畫。1911年，海軍少將雷蒙德·P·羅傑斯負責此作戰計畫，其中就包含了跳島戰術。

## 構想
跳島戰術是第二次世界大戰中盟軍用以對抗日本的一種軍事戰略，其核心是選擇性攻占戰略位置重要的島嶼，而非每一塊被敵占領的土地。這一戰術最初由美國海軍上將威廉·哈爾西及其參謀長布朗宁提出，並由多名高級指揮官討論。
盡管陸軍五星上將麥克阿瑟將軍在戰爭初期多次反對過「跳島」行動，但他在美英聯參會的推動下，逐漸接受並積極實施了跳島戰術。麥克阿瑟在戰爭中的成功實施，尤其是在菲律賓和新幾內亞的行動中，體現了這一戰術的有效性。盡管在戰後麥克阿瑟在其回憶錄中自述為跳島戰術的推動者，實際上這一戰術是在盟軍高層的共同努力下形成的，包括海軍和陸軍的協作。
此外，關於具體攻占的島嶼，雖然海軍方面一度主張以臺灣作為對日本本土的主要跳板，麥克阿瑟的堅持使得盟軍最終選擇了先攻占菲律賓群島和沖繩島等戰略位置。這一決策後來證明對太平洋戰爭的結果起到了決定性作用。

## 執行
1943年以後，盟軍在太平洋戰場上已擁有海空支配權，可以自由選擇就戰爭全局而言具有較大戰略價值的島嶼加以奪取，同時繞過戰略價值較低或日軍防守較為堅固的島嶼，僅以海空封鎖癱瘓其作戰能量。加上，日本對中國本土發動一號作戰以及美國通過敦促中國發動第二次緬甸戰爭，將日本約60至75萬軍隊吸引至中國及東南亞戰場，也使戰術實施時遇到較小的兵力阻礙。此戰法節省作戰所需的資源，並提升收復的進度與成效。
跳島攻勢自1943年年底的側手翻行動起實施。

## 優點
跳島戰術使得美軍能夠快速向日本進軍，同時減少佔領被日本所控制的島嶼需投入的時間、人力和補給，使得盟軍能在心理上震驚日軍外，也能讓日軍失去原有的優勢。根據計畫，跳島行動由兩支美軍部隊所領導，海軍較大、陸軍較小的北方部隊由切斯特·威廉·尼米茲上將所領導向小笠原群島進軍，並沿途佔領吉爾伯特群島、馬紹爾群島和馬里亞納群島；陸軍較大、海軍較小的南方部隊則由道格拉斯·麥克阿瑟將軍領導向菲律賓群島進軍，並沿途佔領索羅門群島、新幾內亞和俾斯麥群島。

## 跳过岛屿之守备兵力
- 臺灣：203,616人（陸軍165,219人、海軍38,397人）
- 特鲁克环礁：44,593人
- 帕劳主岛：29,635人
- 波纳佩岛：7,984人
- 梅里扬岛：6,625人
- 雅浦岛：5,917人
- 库萨伊岛：4,511人
- 瑙鲁：4,256人
- 威克岛：4,139人
- 沃特杰环礁：3,383人
- 马洛拉普环礁：3,329人
- 罗塔岛：2,985人
- 马库斯岛：2,747人
- 帕干岛：2,494人
- 米利环礁：2,237人
- 加鲁伊特岛：2,311人
- 摩里劳克岛：1,010人
- 恩德比岛：1,253人
- 大洋岛：760人

## 延伸閱讀
- Collier, Basil, , New York: William Morrow & Co, 1967
- Roehrs, Mark D; Renzi, William A,  2nd, London: ME Sharpe, 2004
- 齊錫生，2012年，《劍拔弩張的盟友：太平洋戰爭期間的中美軍事合作關係（1941-1945）》，共616頁，臺北市：中央研究院，聯經出版公司。